# 静態保存

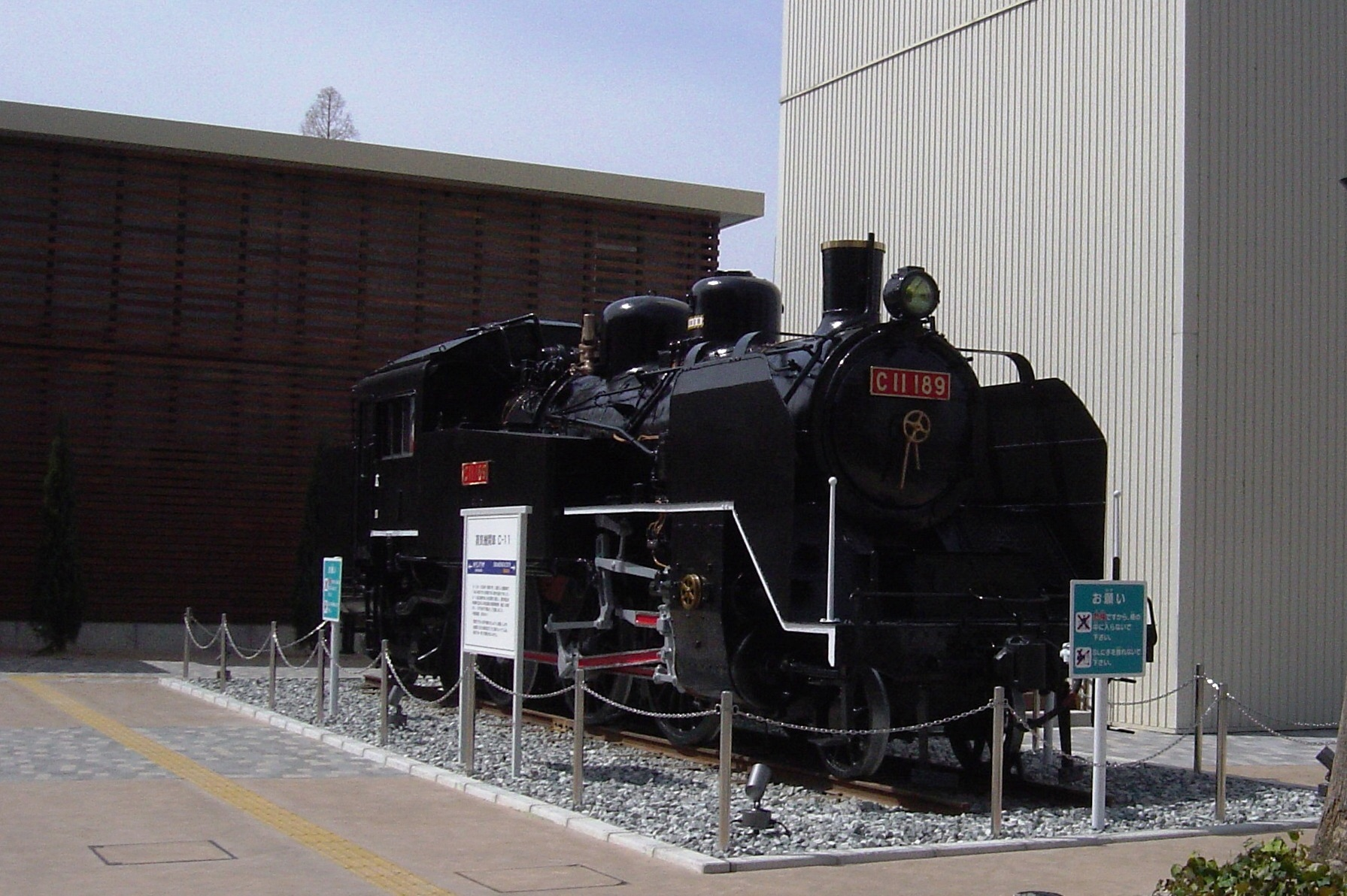
静態保存の例（鉄道車両）
C11形蒸気機関車

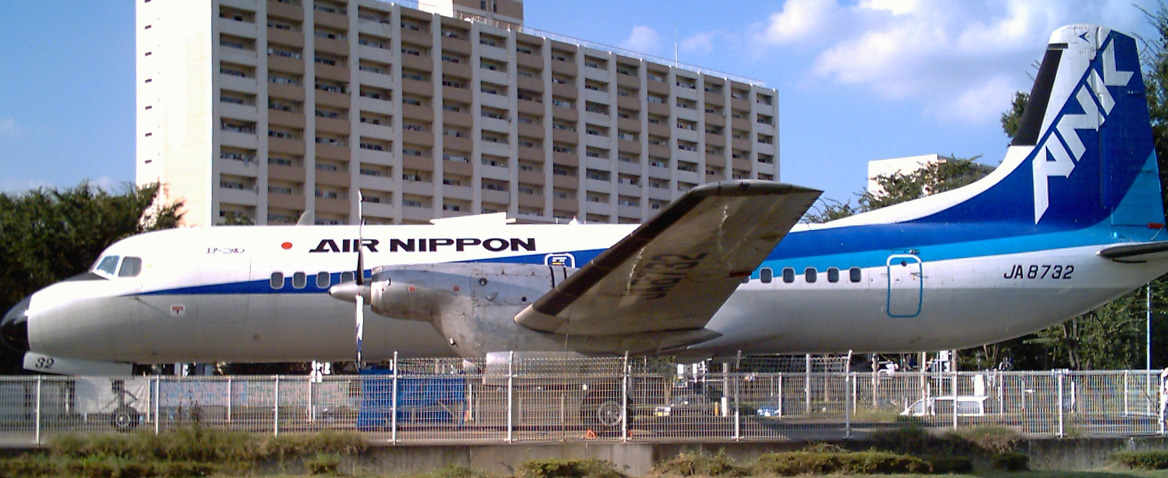
静態保存の例（航空機）
YS-11

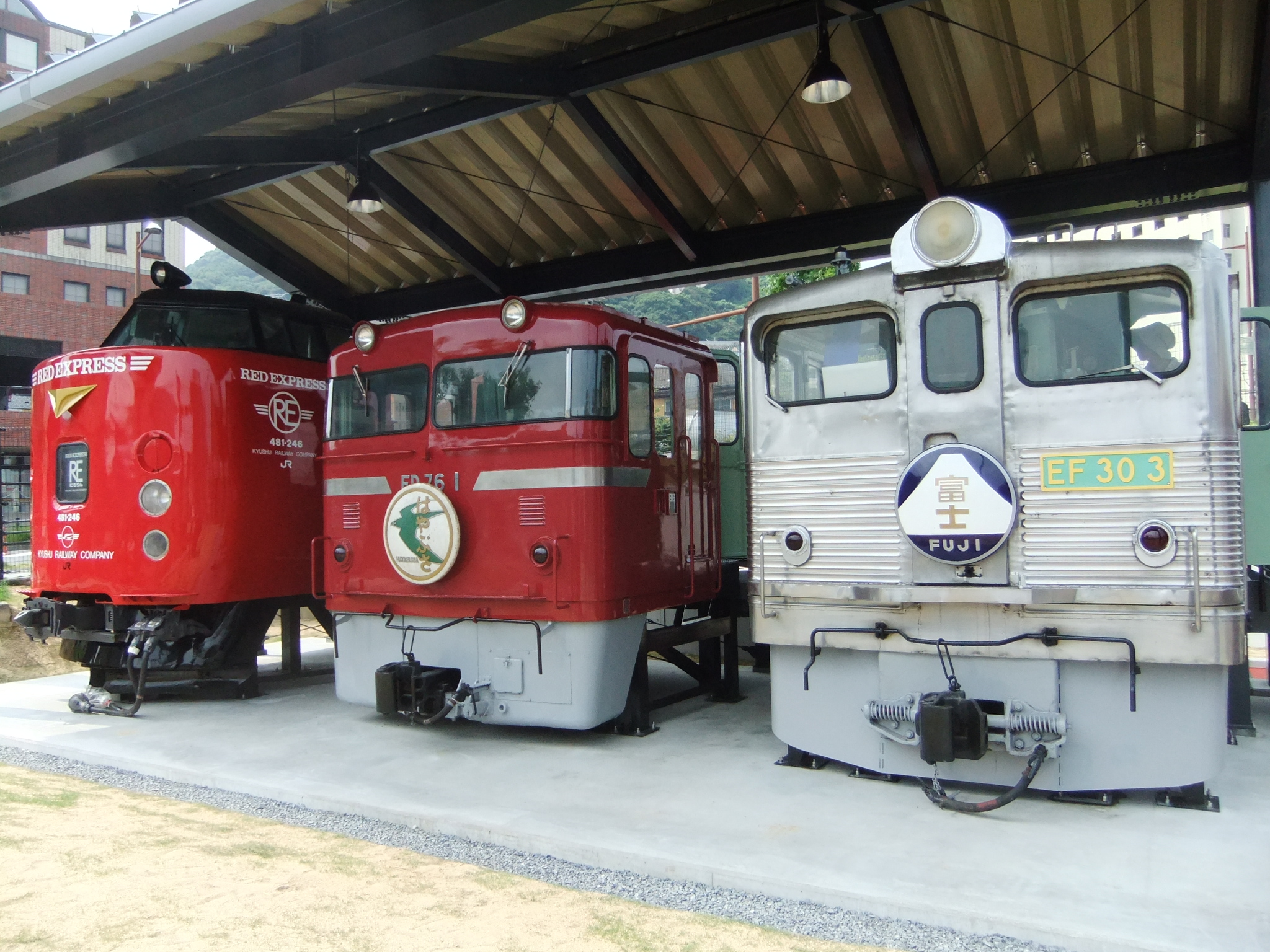
前頭部のみの保存の例
（右からEF30形電気機関車、ED76形電気機関車、485系電車）

静態保存（せいたいほぞん）とは、機械類が、本来の用途としての動作・運用が可能とは限らない状態で保存されていることである。対して、動作・運用可能な状態で保存されている場合は動態保存（どうたいほぞん）と言う。静態保存の状態から動作・運用可能な状態に復元することも行われる（その行為をレストレーションと言う。蒸気機関車に多い。なおこの動態復元の際に、別の静態保存のものから部品を供出させる例もある）。

## 解説
動態保存されていた個体が、保存環境や維持管理の悪さのために静態保存となる場合もある。飛行可能であった旧日本軍の軍用機が里帰りしたあと、維持管理が出来ず静態保存状態になったことが上げられる。
また、静態保存の一種として、後に現状復帰させることを前提とした「モスボール」がある。精密機器類の取り外しや稼働箇所のグリース漬け、各所の隙の封止による防水・防塵を行うなど、なるべく劣化が起こらない処置を取った上で保存（保管）する。このような一時保管を単に「ストア」（Store）と呼ぶ場合もある。
日本では、公園など監視が少なく人の出入りの多い場所に設置された蒸気機関車や路面電車などの保存車両が、劣化（およびそれによる破損箇所の危険性を指摘されること）により解体・撤去される例が少なくない。また、一部の愛好家および愛好家へ高値で売ろうとする者（窃盗犯）によって部品を持ち出されたり、ヴァンダリズム（破壊行為）の対象とされたり、大勢の人が車内に立ち入ることで劣化が進むケースもあり、場合によってはレプリカを公開するケースもある。
大型の鉄道車両や航空機の場合、運搬方法や設置場所の制約といった理由から、車体・機体の前頭部や前半部分のみの保存となる場合もある。また、中間部を抜いて切継いで短縮することもある。